# Пельше, Роберт Андреевич
Роберт Андреевич Пельше (настоящая фамилия — Карклис; латыш. Roberts Pelše; 3 (15) октября 1880, усадьба Ленцкайт, Добленский уезд, Курляндская губерния (ныне Елгавский край, Латвия) — 19 июня 1955, Рига) — советский партийный, государственный и научный деятель, искусствовед, критик, редактор, доктор филологических наук (1948), профессор, академик АН Латвийской ССР (1951), заслуженный деятель культуры Латвийской ССР (1945).

## Биография
Из крестьян. Член РСДРП с 1898 года. Из-за преследований полиции в 1901 г. уехал из Латвии в Благовещенск, где работал в лесозаготовительной конторе. Публиковался в ежемесячнике «Социал-демократ», в местной газете «Амурский край». В 1904 г. эмигрировал в Париж, учился там в Русской академии общественных наук.
Участник революции 1905‒1907 годов. Боевик, охранял первые рижские митинги в 1905 году. Избирался членом Рижского, Митавского, Либавского комитетов, в 1907‒1912 гг. — член ЦК Социал-демократической партии Латышского края (СДЛК). Делегат V (Лондонского) съезда РСДРП в 1907 году от Рижской организации. С 1907 г. работал пропагандистом в Ильгюциемсском районе от подпольной Рижской организации, исполнял обязанности члена редколлегии газеты «Циня».
В 1912‒1915 гг. находился в эмиграции, был секретарём Парижской секции СДЛК.
В 1915 г. вернулся в Россию, работал в Московской организации РСДРП. В 1917 году — участник октябрьского вооружённого восстания в Москве, член военно-революционного комитета Лефортовского района, затем член Московского комитета РСДРП (б).
Избирался делегатом VII (1918) и VIII (1919) съездов РКП(б).
В 1920‒1924 гг. — на дипломатической и советской работе. С 1924 года — заведующий художественным отделом Главполитпросвета Наркомпроса РСФСР. Возглавлял отдел искусств Наркомпроса Украинской ССР.
В 1925-ноябре 1926 года — Председатель Главного репертуарного комитета.
Был редактором журнала «Советское искусство».
В 1930—1934 гг. работал в Государственной академии искусствоведения, являлся её действительным членом. Член Союза писателей СССР с 1934 г.
В годы Великой Отечественной войны работал в Институте красной профессуры, потом попал в эвакуацию в Самарканд. Вёл большую научно-исследовательскую и пропагандистскую работу.
В 1946‒1955 гг. работал директором института этнографии и фольклора АН Латвийской ССР, в Латвийском государственном университете заведовал кафедрой искусствоведения, был деканом филологического факультета, руководил кафедрой журналистики.
Умер в результате несчастного случая (сбит такси) в Риге. Похоронен на кладбище Райниса.

## Семья
Дочери:
- Ария Робертовна (1912—1985), актриса, заслуженная артистка Латвийской ССР;
- Виктория Робертовна (род. 1936), латвийский скульптор.

## Творческая и научная деятельность
Роберт Пельше — один из первых латышских марксистских критиков. Литературно-критическую деятельность начал в 1910 году. Писал о пролетарской эстетике, о драматургии Райниса, Упита и др.
Автор более 60 научно-исследовательских работ и свыше 250 литературно-критических статей по вопросам теории искусствоведения.

## Избранные публикации
- Нравы и искусство Французской революции (1919).
- Основы нашей репертуарной политики / Репертуарный бюллетень. 1926. № 1.
- А. В. Луначарский — теоретик, критик, драматург, оратор // Советское искусство. 1926. № V.
- Пути современного театра (совм. с А. В. Луначарским и В. Ф. Плетневым), М.—Л., 1926.
- Проблемы современного искусства (1927).
- Наша театральная политика (1929).
- О литературном наследии и советской драматургии (1933).
- Драматургия социалистической индустрии (1934).
- Latviešu un krievu kultūras sakari (Связи латышской и русской культуры), 1951.

## Награды
- орден Трудового Красного Знамени (дважды),
- орден «Знак Почёта»,
- медали СССР.